# San Rafael Oriente
San Rafael Oriente è un comune del dipartimento di San Miguel, in El Salvador.